# Forano
Forano est une commune de la province de Rieti, dans la région Latium, en Italie.

## Administration
| Période                                  | Période | Identité | Étiquette | Qualité |
| ---------------------------------------- | ------- | -------- | --------- | ------- |
|                                          |         |          |           |         |
| Les données manquantes sont à compléter. |         |          |           |         |

### Communes limitrophes
Cantalupo in Sabina, Filacciano, Poggio Catino, Poggio Mirteto, Ponzano Romano, Selci, Stimigliano, Tarano.